# Essex
Essex je ceremoniální tradiční a nemetropolitní hrabství rozkládající se na východě Anglie při pobřeží Severního moře na levém břehu řeky Temže. Jeho hlavní město je Chelmsford a nejvyšší bod je Chrishall Common nedaleko vesnice Langley u hranic s Hertfordshirem.
Ceremoniální hrabství Essex sousedí na východě se Severním mořem, na jihozápadě s Velkým Londýnem, na západě s Hertfordshirem, na severozápadě Cambridgeshirem a na severu Suffolkem.

## Historie
V prerománském období sídlily v oblasti dnešního Essexu trinovantské kmeny, které bohatly díky obchodování s Římany. Rozvoj vnitrozemského obchodu přes území romanizované Galie se časově kryl s poklesem významu námořního obchodu podél pobřeží Atlantského oceánu. Území Catuvellaunů a Trinovantů byla první, které obsadily vojska římského císaře Claudia při tažení roku 43 n. l.
Jméno Essex je odvozeno z East Seaxe nebo East Saxons (východní Sasové). Moderní Essex se do určité míry kryje s územím raně středověkého království Essex (východní království Sasů), jež založil roku 527 Aescwine. Království Essex zahrnovalo území severně od řeky Temže včetně oblastí, na nichž později vznikla hrabství Middlesex a Hertfordshire, později však bylo jeho území omezeno na oblasti východně od řeky Lee. Na severovýchodě Essexu ležící Colchester je nejstarším známým městem v Británii. Jeho historie sahá i do prerománského období, kdy se nazývalo Camulodunum. Později bylo Království Essex začleněno do Anglického království a přeměněno na tradiční hrabství.
Rada hrabství Essex byla vytvořena roku 1889. Roku 1915 byla od Essexu oddělena městská hrabství East Ham a West Ham. V letech 1914–1974 byl samostatným městským hrabstvím také Southend-on-Sea. Dnešní hranice s Velkým Londýnem byly stanoveny roku 1965, kdy byla dosavadní městská hrabství East Ham a West Ham, a distrikty Barking, Chingford, Dagenham, Hornchurch, Ilford, Leyton, Romford, Walthamstow a Wanstead a Woodford začleněna do nově vzniklých londýnských městských obvodů Barking a Dagenham, Havering, Newham, Redridge, a Waltham Forest, zhruba shodných s tehdy známým metropolitním Essexem.
Roku 1994 byl Essex začleněn do nově zřízeného regionu Východní Anglie, pro statistické účely byl však k němu přičleněn až roku 1999, kdy byl vyňat z regionu Jihovýchodní Anglie. Dne 1. dubna 1998 byly od nemetropolitního hrabství odděleny distrikty Southend-on-Sea a Thurrock, jež se staly samostatnými správními celky se statusem unitary authority (avšak i nadále zůstávají součástí ceremoniálního hrabství Essex).

## Administrativní členění
Hrabství se dělí na 14 distriktů:
1. Uttlesford
2. Braintree
3. Colchester
4. Tendring
5. Harlow
6. Epping Forest
7. Chelmsford
8. Maldon
9. Brentwood
10. Basildon
11. Rochford
12. Castle Point
13. Southend-on-Sea (unitary authority)
14. Thurrock (unitary authority)

## Doprava
Hlavní letiště v Essexu je Letiště London Stansted, které slouží k cestám do Evropy a Severní Ameriky. Letiště London Southend (kdysi jedno z nejrušnějších letišť v Británii) se sice přestavuje, ale stále provozuje několik omezených letů do destinací jako Normanské ostrovy.
Hrabstvím prochází dálnice M25 a M11 a silnice A12 a A13 vedoucí z Londýna.
Mezi hlavní železnice patří dvě linky vedoucí ze City of London do Southend-on-Sea.

## Hospodářství
Níže je tabulka uvádějící strukturu hospodářství Essexu. Hodnoty jsou v milionech liber šterlinků.
| Rok  | Přidané hodnoty | Zemědělství | Průmysl | Služby |
| ---- | --------------- | ----------- | ------- | ------ |
| 1995 | 11,422          | 282         | 3,424   | 7,716  |
| 2000 | 14,998          | 205         | 4,335   | 10,458 |
| 2003 | 18,588          | 258         | 5,158   | 13,172 |

## Průmysl a obchod
Obchodní centrum Lakeside v Thurrocku bylo jedno z prvních 'venkovských' nákupních center; zůstává populární navzdory přetížení nedaleké silnice M25 a přímé konkurenci Obchodního Centra Bluewater.

## Vzdělání
Essex má v podstatě kompletní vzdělávací systém. Jsou zde čtyři výběrové školy, všechny s oddělenou výukou pro obě pohlaví. Mají zvláště dobré výsledky, daleko předstihující jakoukoli blízkou nezávislou školu. Blízký Southend on Sea má také výběrové školy.

## Symboly hrabství
Znak hrabství sestává ze tří saských dýk na červeném pozadí; stejný znak používá rovněž Rada hrabství Essex jako svoje oficiální logo.
Tradiční květina Essexu je prvosenka (petrklíč).
Samuel Bensusan a ostatní navrhli, aby měl Essex mezi svými symboly také ptáka, kterým by byla čejka, jejíž smutný křik je často slyšet v oblasti zdejších močálů.
Většina anglických hrabství má přezdívky pro tamní obyvatele, jako například „Tyke“ (uličník, pacholek) z Yorkshire a „Yellowbelly“ z Lincolnshire. Přezdívka pro lidi z Essexu je „Essex Calf“ (telátko), protože hrabství bylo známé chovem dobytka na maso určené k prodeji na londýnském masném trhu. Telata z hrabství byla známa svou značnou velikostí a přezdívaná Essexští lvi.

## Města a vesnice
Seznam míst v Essexu

## Zajímavá místa
- Abberton Reservoir
- Arena Essex Raceway
- Audley End House
- Colchester Castle, Colne Valley Railway
- Colchester Zoo
- Cressing Temple
- East Anglian Railway Museum
- Epping Forest
- Gardens of Easton Lodge
- Harlow New Town
- Hedingham Castle
- Gorillaz Kong Studios (fictional)
- Ingatestone Hall
- Kelvedon Hatch (Secret Nuclear Bunker)
- Layer Marney Tower
- Mangapps Railway Museum (Burnham-on-Crouch)
- Marsh Farm Country Park
- Mistley towers
- North Weald Airfield
- Paycocke's
- Salling Hall Garden
- Shalom Hall
- Southend Pier
- St Peter-on-the-Wall
- University of Essex (Wivenhoe Park, Colchester)
- Waltham Abbey